# اوسترنژنگتسا
اوسترنژنگتسا (به لهستانی:  Ostrężnica) یک روستا در لهستان است که در گمینا کژشوویتسه واقع شده‌است.
 اوسترنژنگتسا  ۱٬۰۶۵ نفر جمعیت دارد.